# Ciutadella de Râșnov
La ciutadella de Râșnov (en romanès: Cetatea Râșnov, en alemany: Rosenauer Burg, en hongarès: Barcarozsnyó vára) és una fortalesa medieval de tipus Fliehburg, que oferia refugi per a la gent del poble i els vilatans de la zona en temps de guerra. Es troba a Râşnov, al comtat de Brașov, no gaire lluny de Brașov.
La fortalesa es va construir com a part d'un sistema de defensa per als pobles transsilvans exposats a invasions exteriors. Un aspecte decisiu per a la construcció de la fortalesa a la seva ubicació va ser la ruta dels exèrcits invasors que provenien del pas de Bran i que passaven per Râșnov, de camí a Braşov i a altres parts de la regió de Burzenland. L'única possibilitat de supervivència per als habitants de la zona, inclosos els de Cristian i Ghimbav, era el refugi a la fortalesa de Râşnov. Obligats a romandre allà durant dècades, la gent de Râșnov i els pobles propers van convertir la fortificació en el seu lloc de residència a llarg termini.

## Història

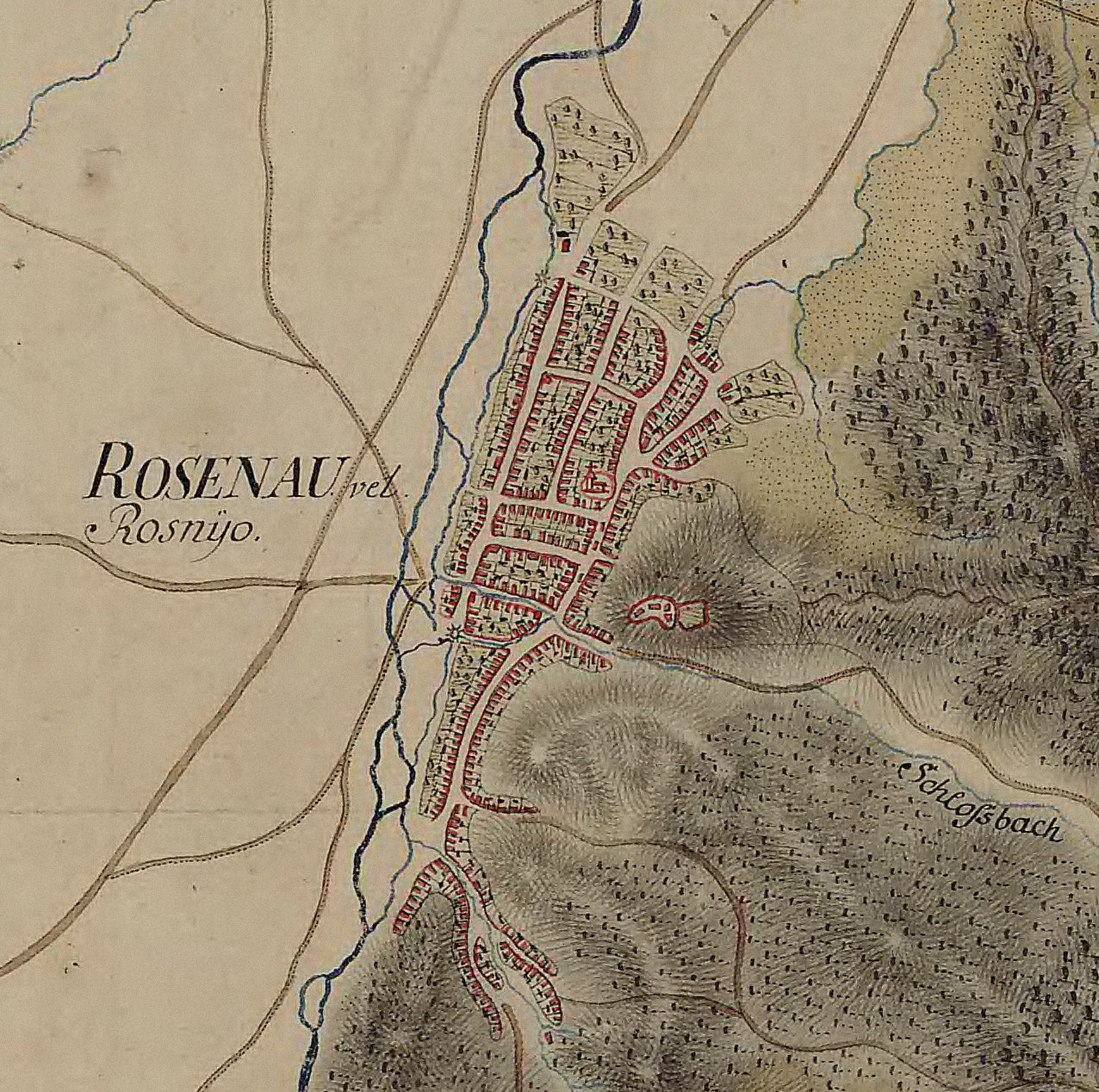
Ciutat i fortalesa de Râșnov al mapa josefí de Transsilvània (vers 1770)

Les investigacions arqueològiques van revelar l'existència de rastres de fortificació al turó de la fortalesa des de la prehistòria i la dàcia.
Es considera que la fortalesa inicial medieval es va construir entre 1211 i 1225, durant el govern dels cavallers teutònics de Burzenland, tot i que no hi ha proves arqueològiques al respecte.
El 1335, durant una incursió tàrtara que va assolar Burzenland, Râșnov i Brașovia van ser els únics llocs fortificats que van restar invictes. Aquesta és també la primera atestació documentada de la fortificació.
El 1421 la fortalesa fou assetjada per primera vegada per un exèrcit otomà.
El 1600, Miquel el Valent juntament amb les seves tropes i la seva dona, Lady Stanca, es van retirar aquí després de la derrota de Mirăslău.
El 1612, durant el govern del príncep Gabriel Báthory, la fortalesa fou conquerida per l'única vegada en la seva història. Va caure a causa de la manca d'aigua causada pel descobriment per les tropes enemigues del camí que conduïa a una font secreta.
Per eliminar la debilitat constituïda per la manca d'una font d'aigua a l'interior de la fortalesa, uns 146 metres va excavar un pou profund entre 1623 i 1642.
El 1718 la fortalesa va ser parcialment destruïda per un incendi i el 1802 va ser danyada per un terratrèmol.
El 1821, els refugiats de Valàquia (el moviment ressorgit dirigit per Tudor Vladimirescu) es van retirar a la fortalesa.
Entre el 1848 i el 1849, a causa que la ciutat de Râşnov estava en camí tant dels revolucionaris hongaresos com de les tropes imperials austríaques, els habitants es van retirar a la fortalesa. Aquesta va ser l'última missió de la fortalesa com a lloc de refugiat i defensa.
El 1850, a causa de la situació política i la disminució del paper defensiu de la fortalesa, la fortificació va ser abandonada i es va convertir en una ruïna. Només quedava un guàrdia que havia d'anunciar l'esclat dels focs tocant una campana.
Després de les dues guerres mundials i la presa del règim comunista a Romania, la fortalesa es va restaurar per primera vegada, però amb prou feines, els anys 1955-1956.
El 2000-2007, un empresari italià ha transformat les ruïnes en decadència en una pintoresca atracció turística destruint i reconstruint arbitràriament parts de les restes arqueològiques. El municipi de Râșnov ha recuperat la propietat el 2008 i s'han produït millors treballs supervisats.

### La llegenda del pou
L'absència d'una font d'aigua interna va conduir a la limitació de la resistència a llarg termini durant els setges. A causa d'aquesta manca, es va decidir iniciar l'excavació d'un pou al sòl rocós, el 1623.

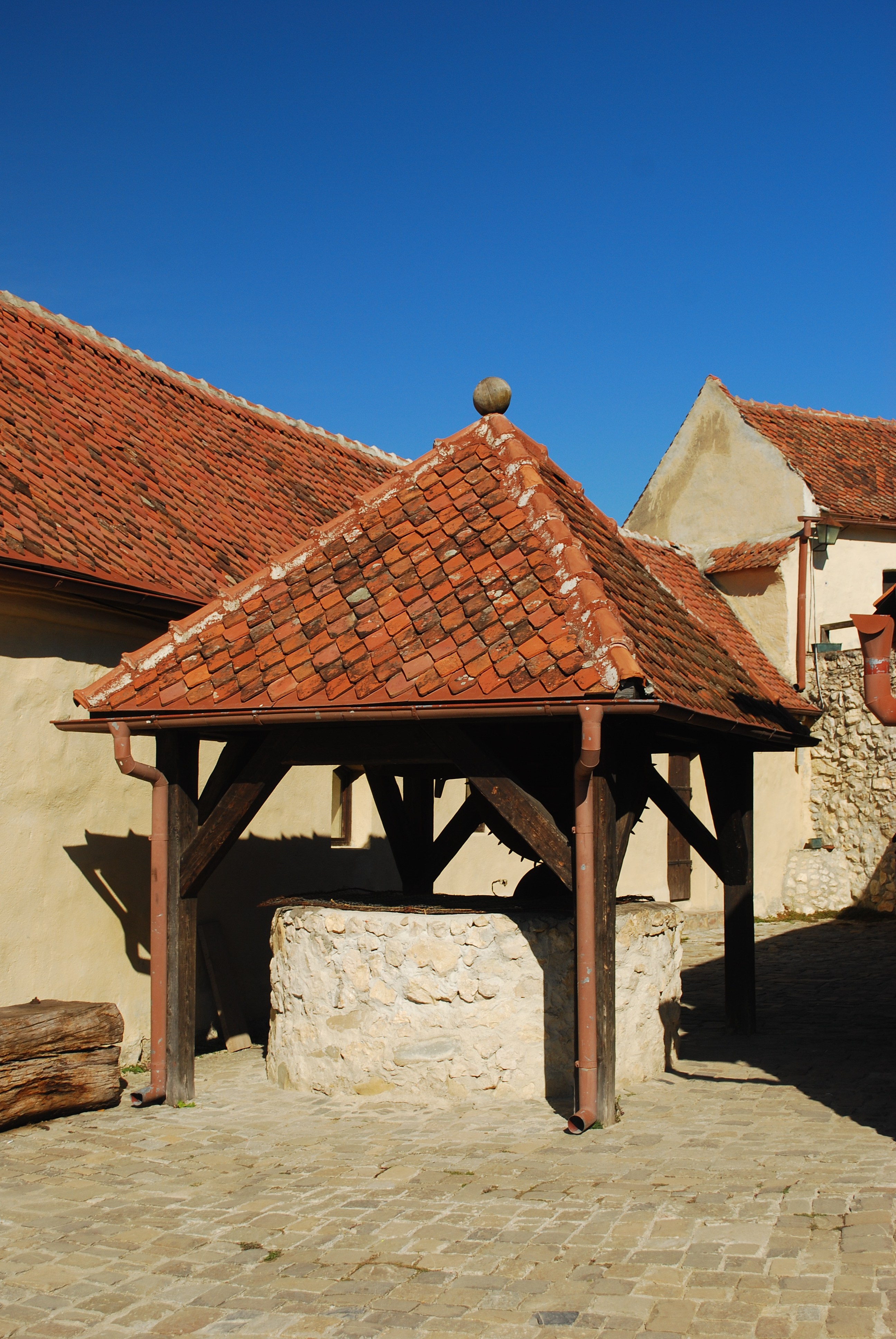
El pou llegendari

La llegenda diu que durant un setge, els habitants de la fortalesa van fer que dos presoners turcs cavessin un pou enmig de la fortalesa per recuperar la seva llibertat. Els captius van cavar durant 17 anys, durant els quals van escriure versos de l'Alcorà a les parets del pou que es poden veure encara avui. No es coneix el destí dels presoners, alguns diuen que van ser alliberats i altres que van ser assassinats.
El pou es va utilitzar fins al 1850, quan una roda trencada al molinet del pou va provocar el seu abandonament.
Els ancians de Râșnov creuen que al fons del pou hi ha un tresor de fa almenys 300 anys. No obstant això, recentment els alpinistes han explorat de prop el pou, sense trobar-ne cap rastre.

## Arquitectura

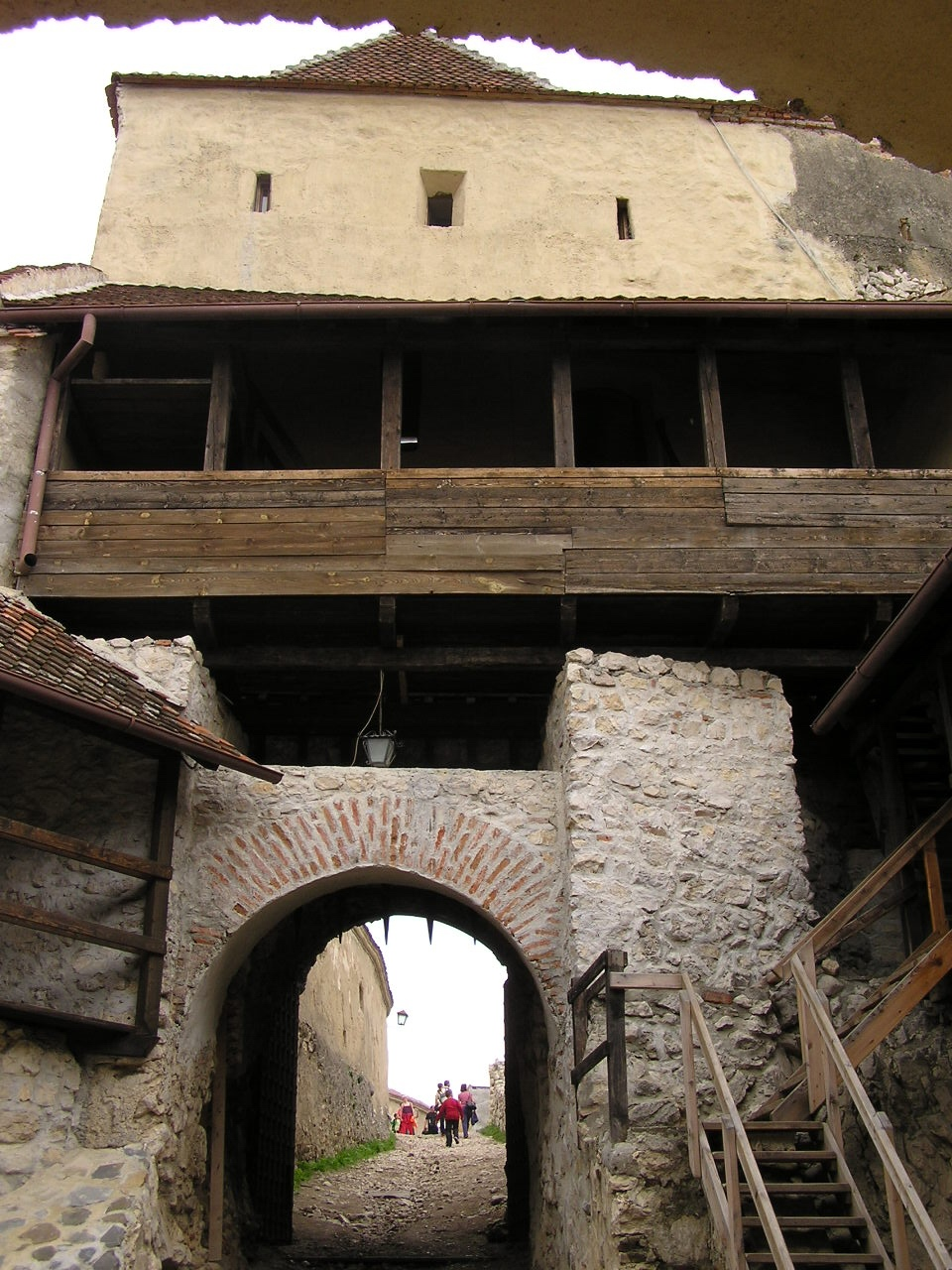
Porta interior sud

La fortalesa té un estil arquitectònic senzill, similar a les cases habituals de l'època i adaptada a les necessitats de fortificació. Els constructors utilitzaven pedres i maons per construir les parets i boscos per fer les portes i les andanes. Les torres i les parets estan cobertes amb teules per evitar que els incendis siguin assetjadors. Les parets són de 5 metres alçada i la part més ampla està constituïda pel mur sud que en algunes zones fa 1,5 metres de gruix.
La fortalesa es compon de dos tancats. El pati exterior està situat davant del mur oriental, delimitat per un mur fortificat i equipat amb una torre quadrada. El pati interior representa la zona habitable, amb una millor protecció per murs i torres.
Des del sud, oest i nord, la fortalesa està protegida per afilats penya-segats d'uns 150 metres, molt difícil de pujar. Tota la zona superior està defensada per torres exteriors reunides al flanc nord i a l'angle occidental. A causa de la seva forma d'U, el costat est de la fortalesa era més vulnerable a causa d'obstacles menys naturals. Per augmentar la seva capacitat defensiva, la fortalesa manté en aquest sector les fortificacions més pesades.
Els costats oriental, occidental i nord estan protegits per una galeria contínua amb dues fortaleses anteriors i set torres. Només hi ha dues torres al costat sud, més abrupte.
El pati interior està pavimentat amb camins estrets de pedra que tenen entre les cases amb teulades. A l'interior s'han conservat les ruïnes d'una escola, una capella i més de trenta cases destinades a refugiar els vilatans i els seus béns.

## El museu d'art feudal
Dins de la fortalesa hi ha un museu que presenta breument elements de la història local, els hàbits i els oficis de la zona, i també recull artefactes i armes del passat dels habitants. I conté les seccions següents: fotocòpies de documents, armes, eines, segells i objectes d'època.

## Galeria d'imatges

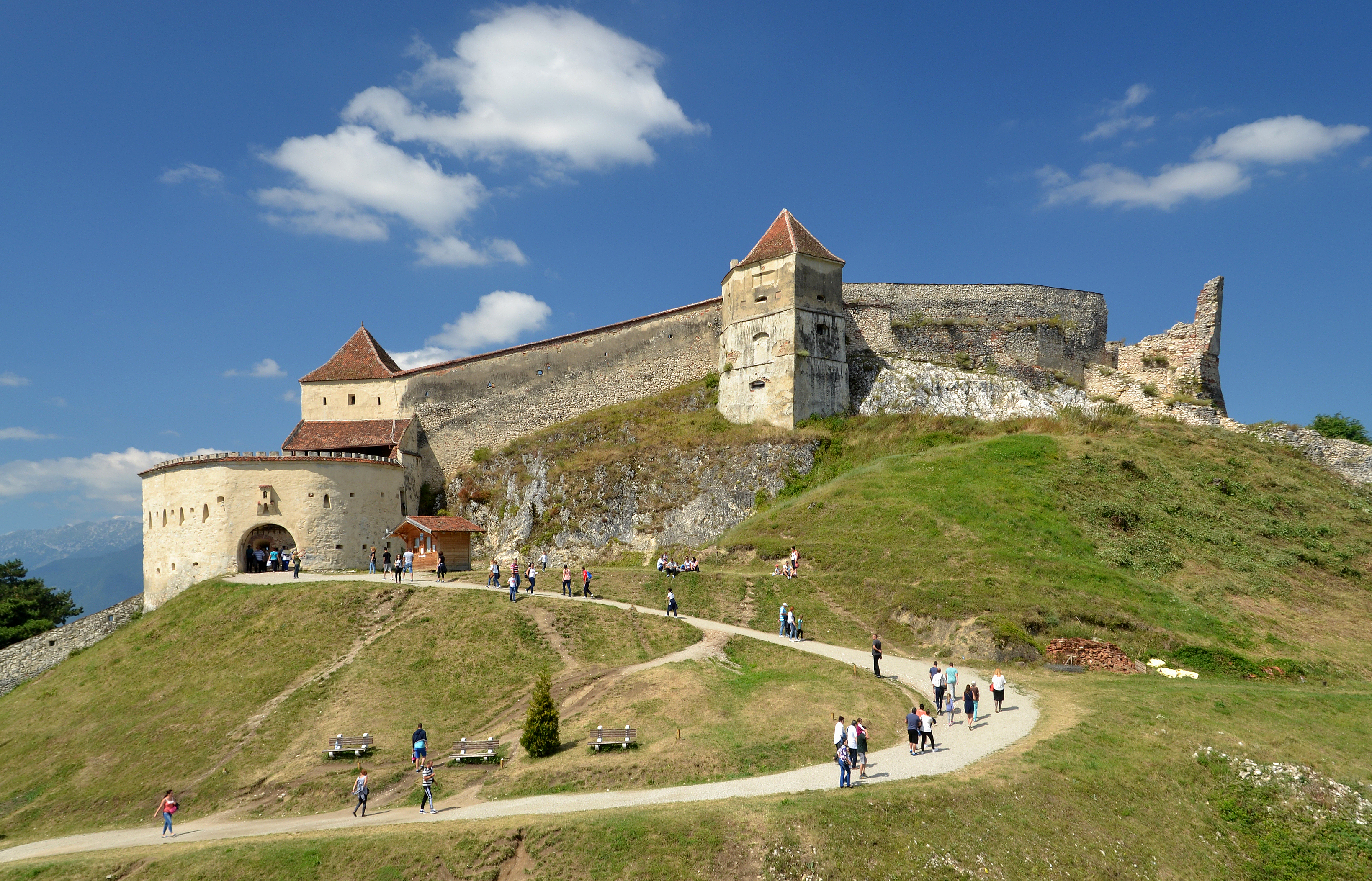
Fortalesa de Râșnov
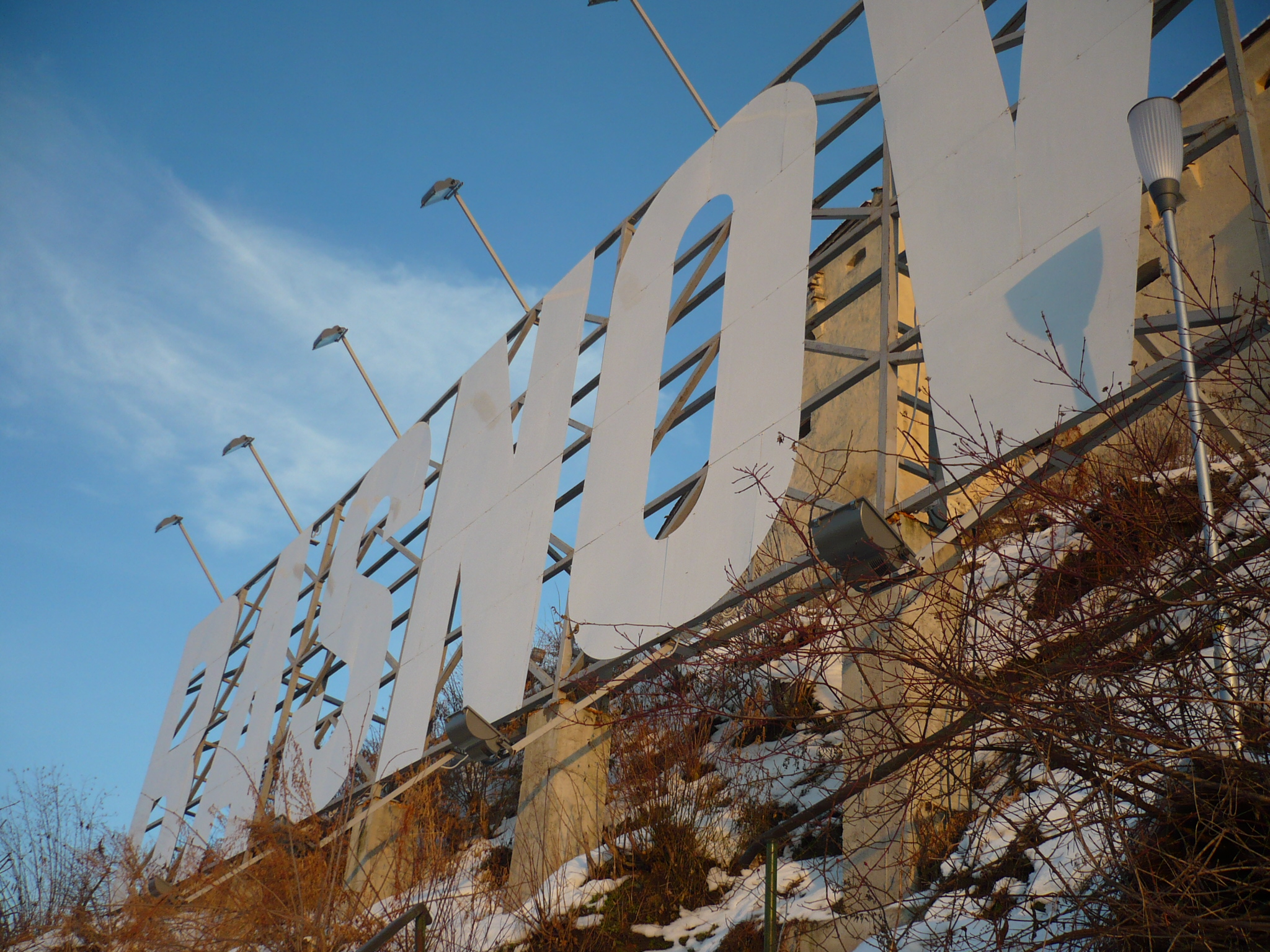
Senyal de Râșnov fora de les muralles
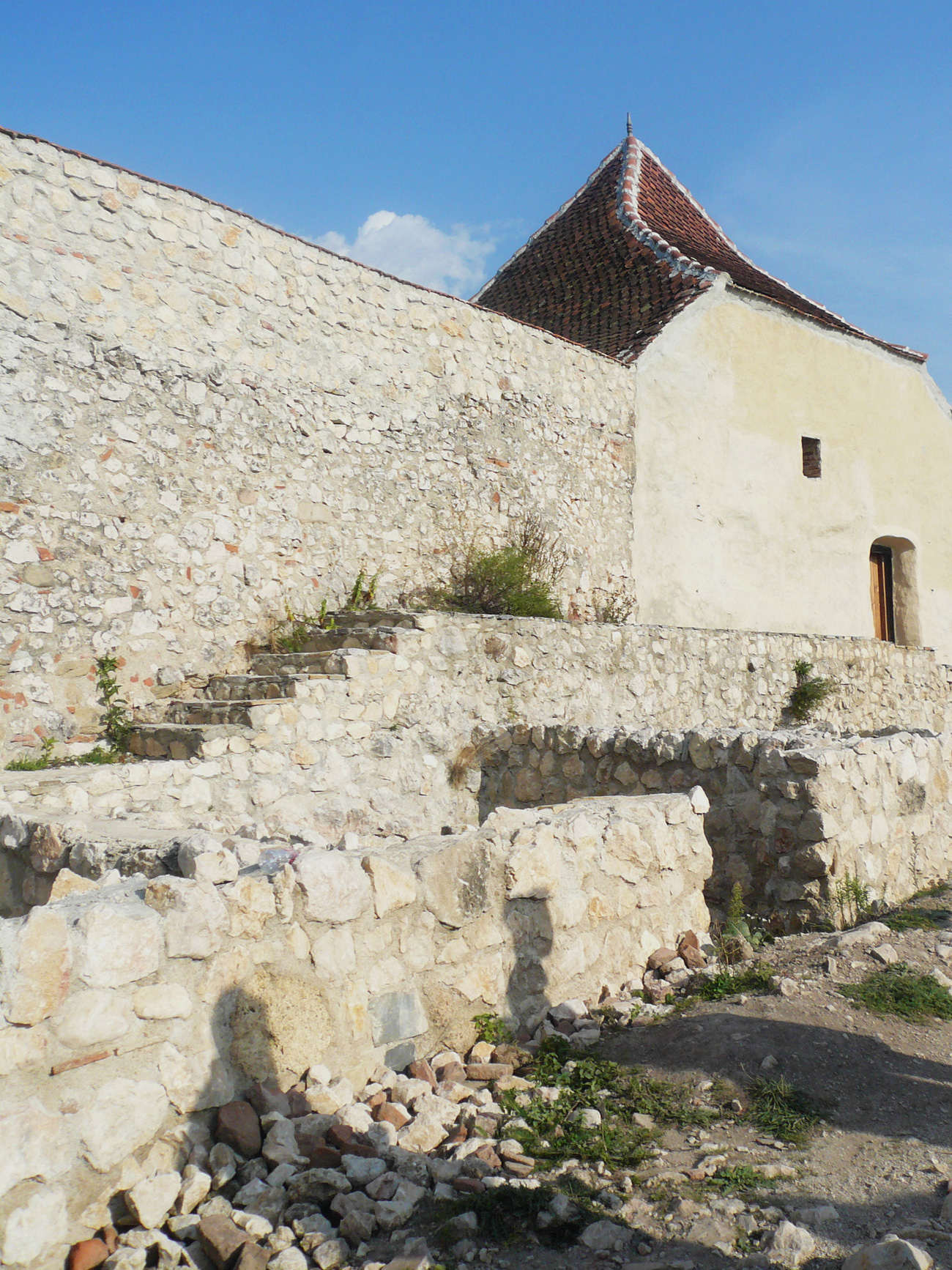
Mur i torre (vista interior)
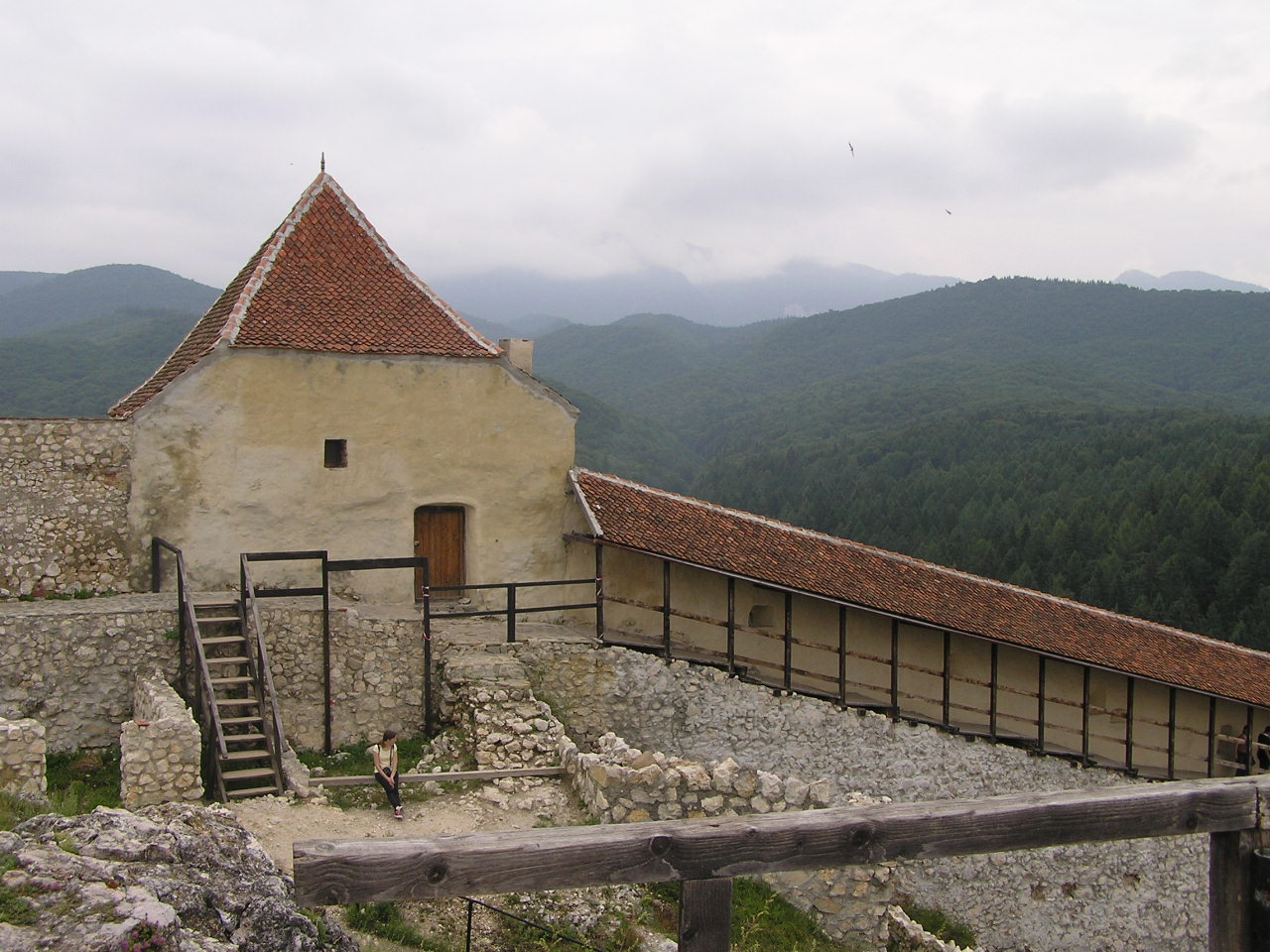
Mur i torre (vista interior)
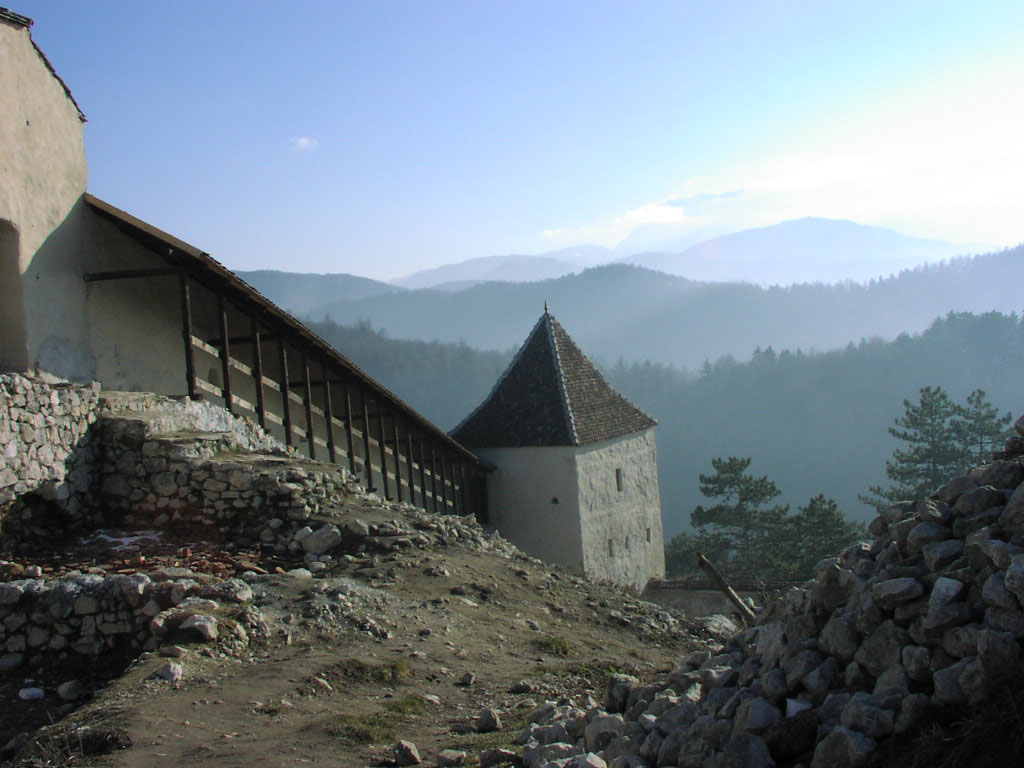
Mur i torre (vista interior)
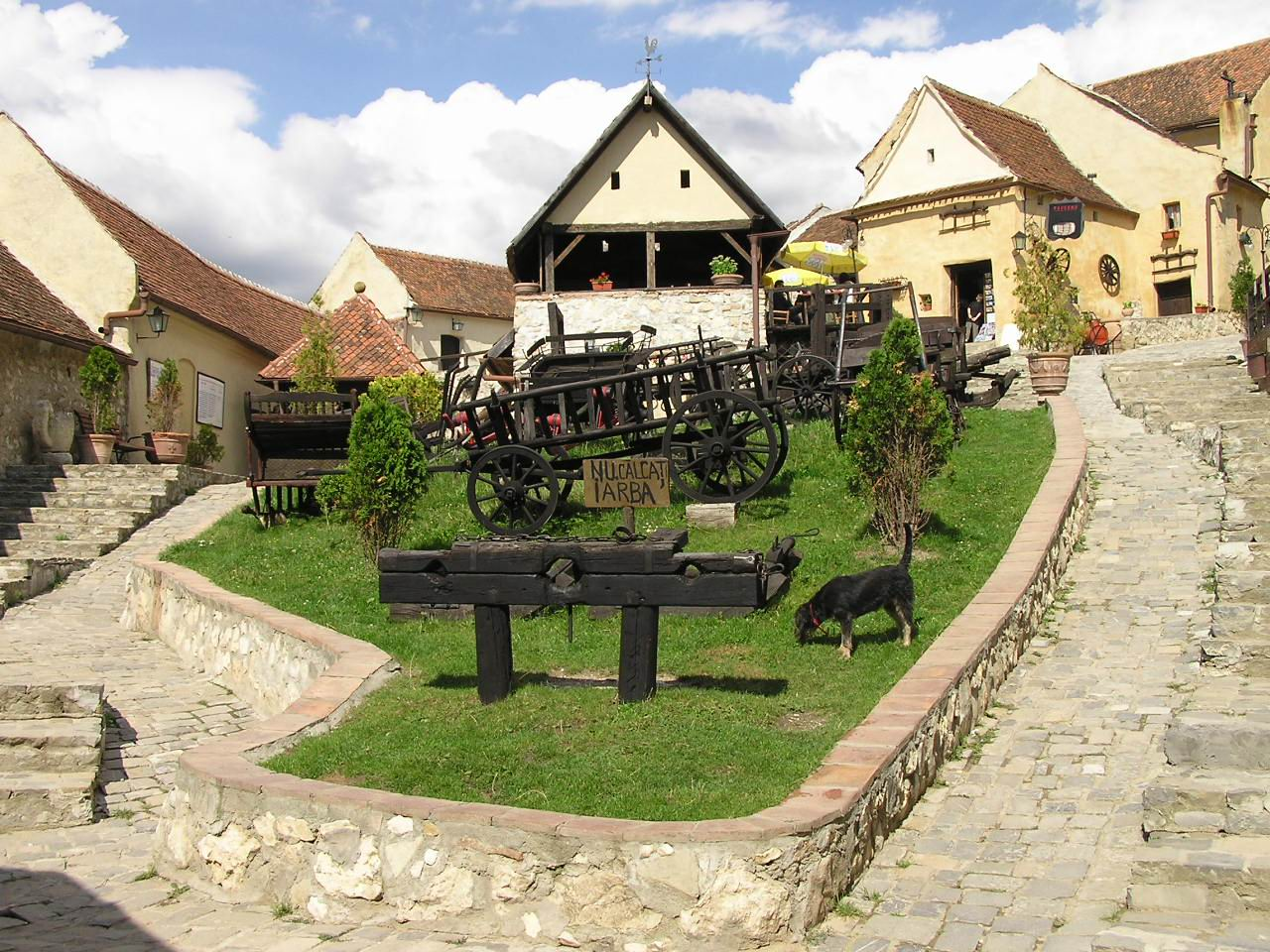
Pati interior
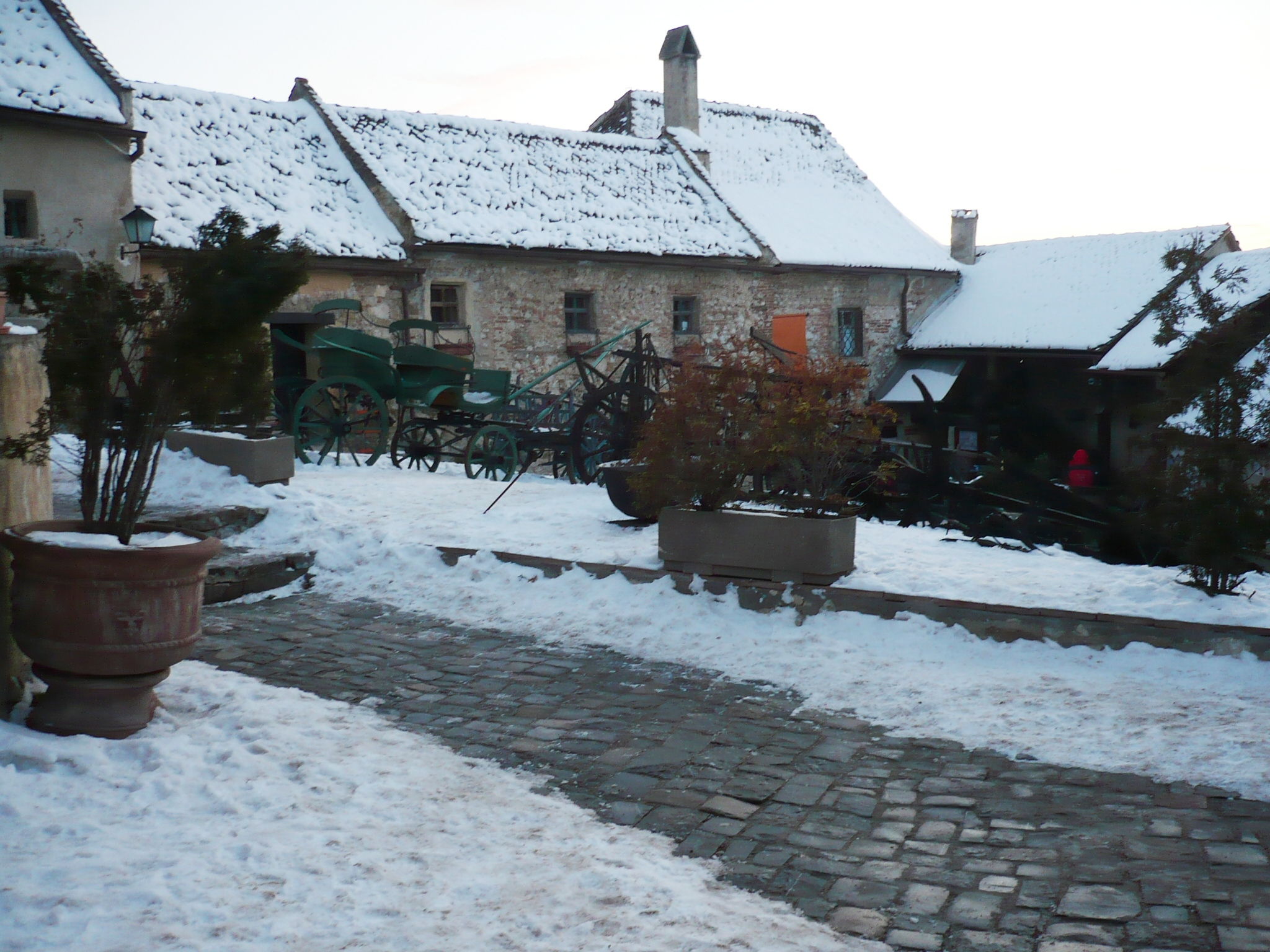
Cases a l'interior de la fortalesa
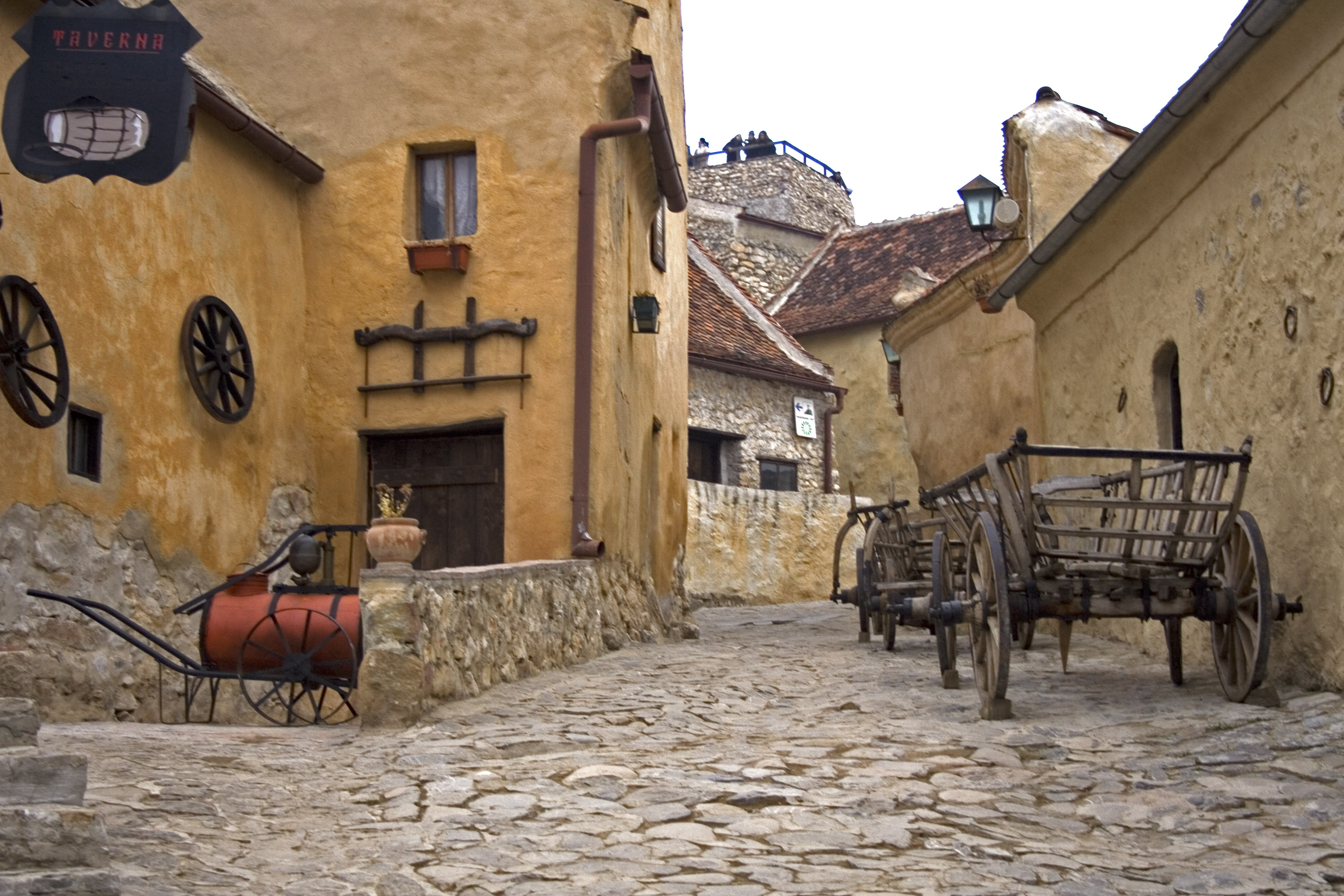
Carril reconstruït
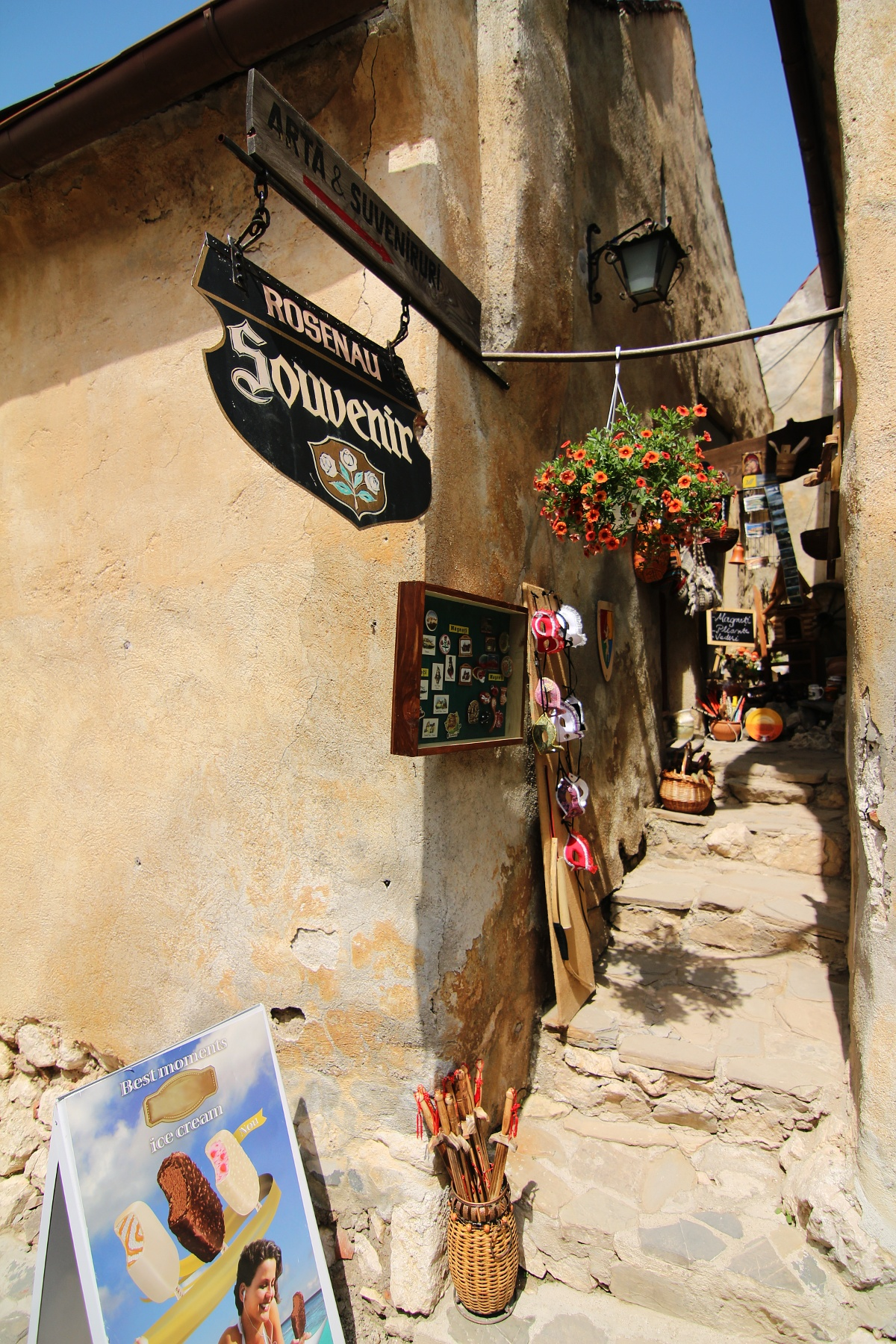
Carril estret
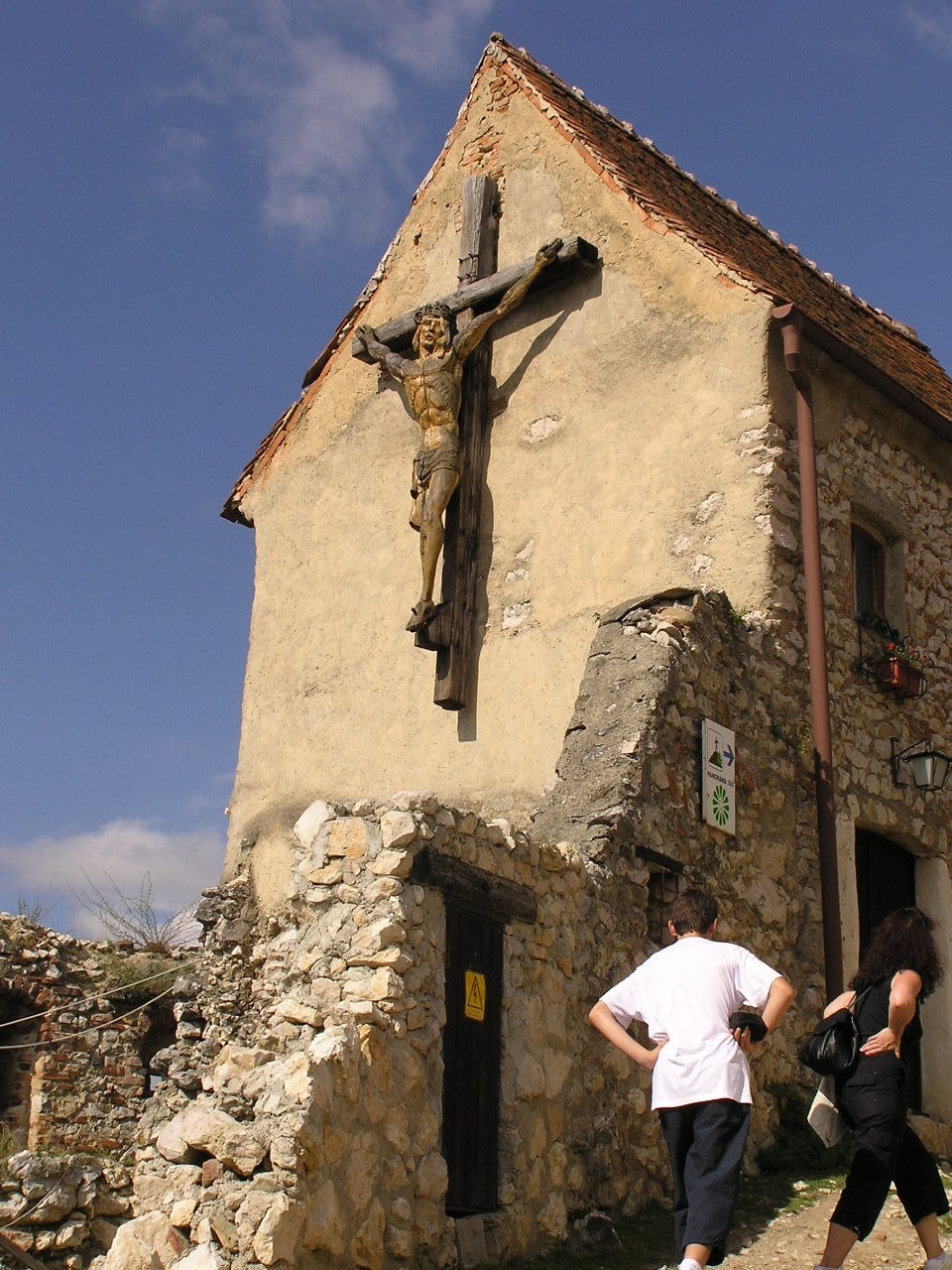
Crucifix
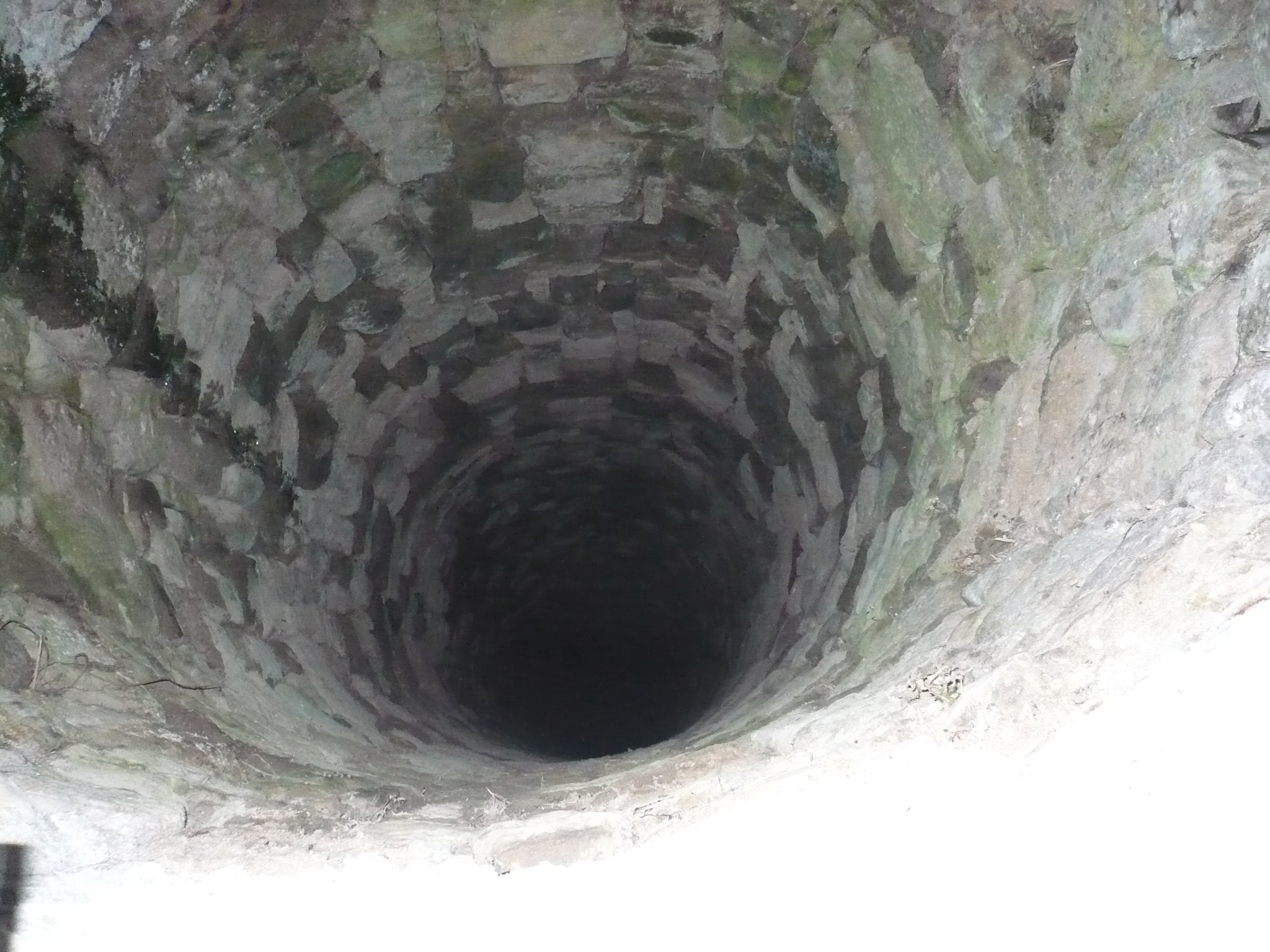
Pou
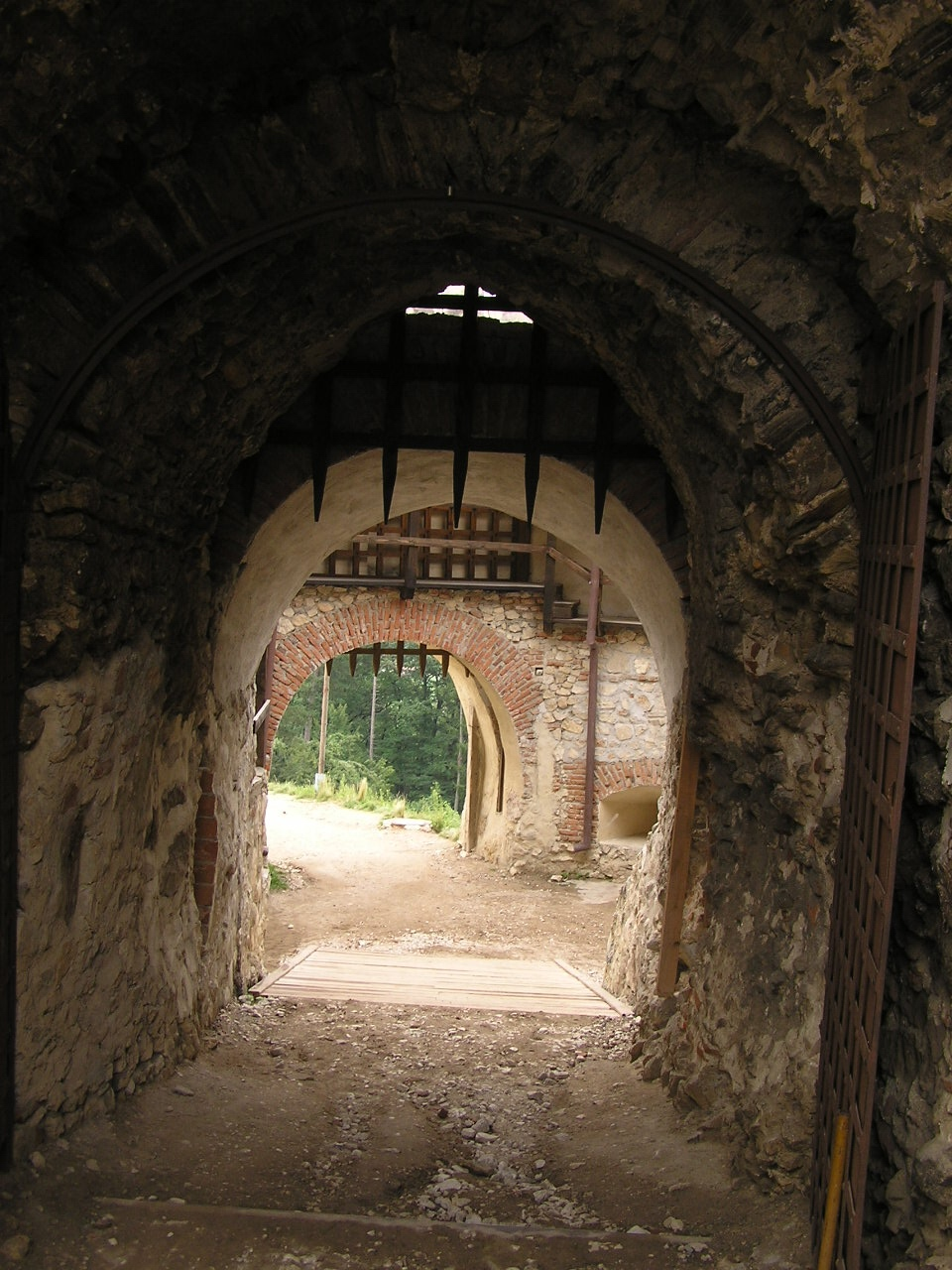
Porta oriental (vista interior)
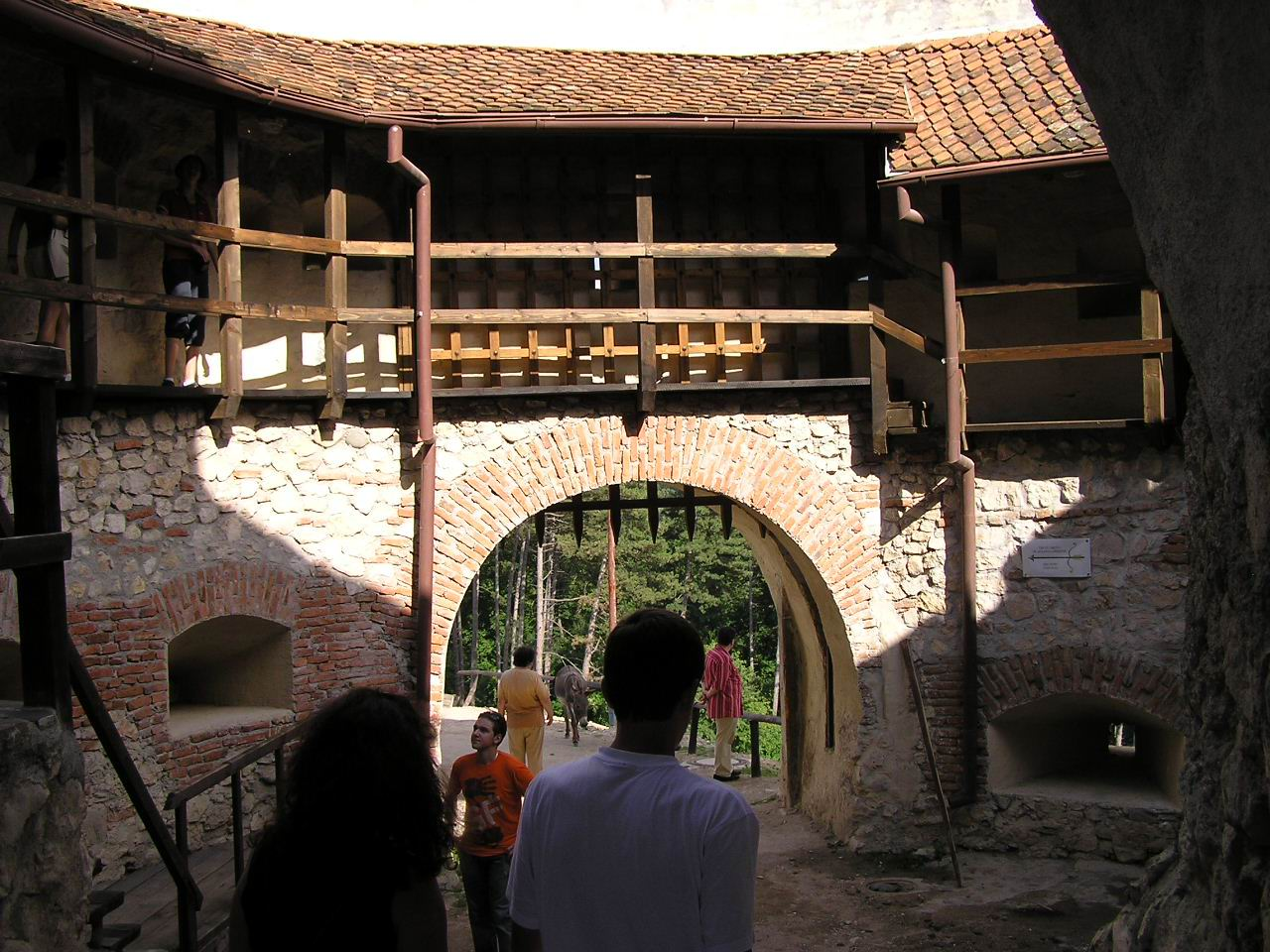
Porta oriental (vista interior)
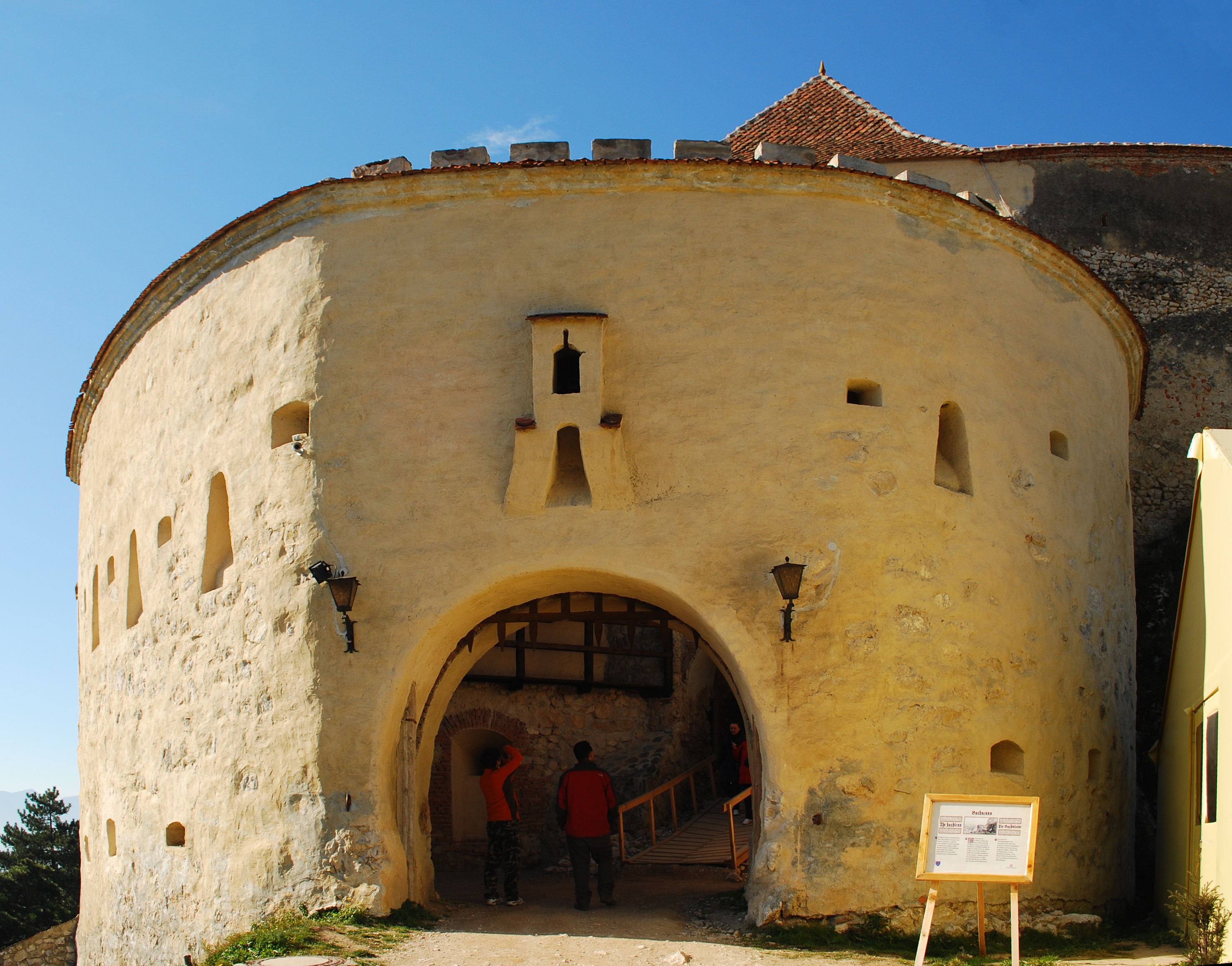
Porta oriental (vista exterior)
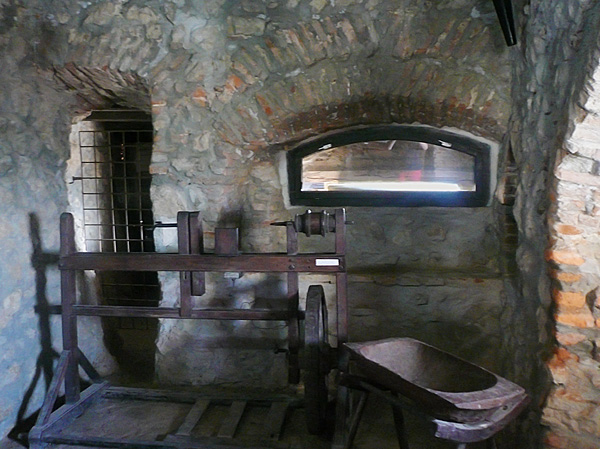
Museu: torn, abeurador
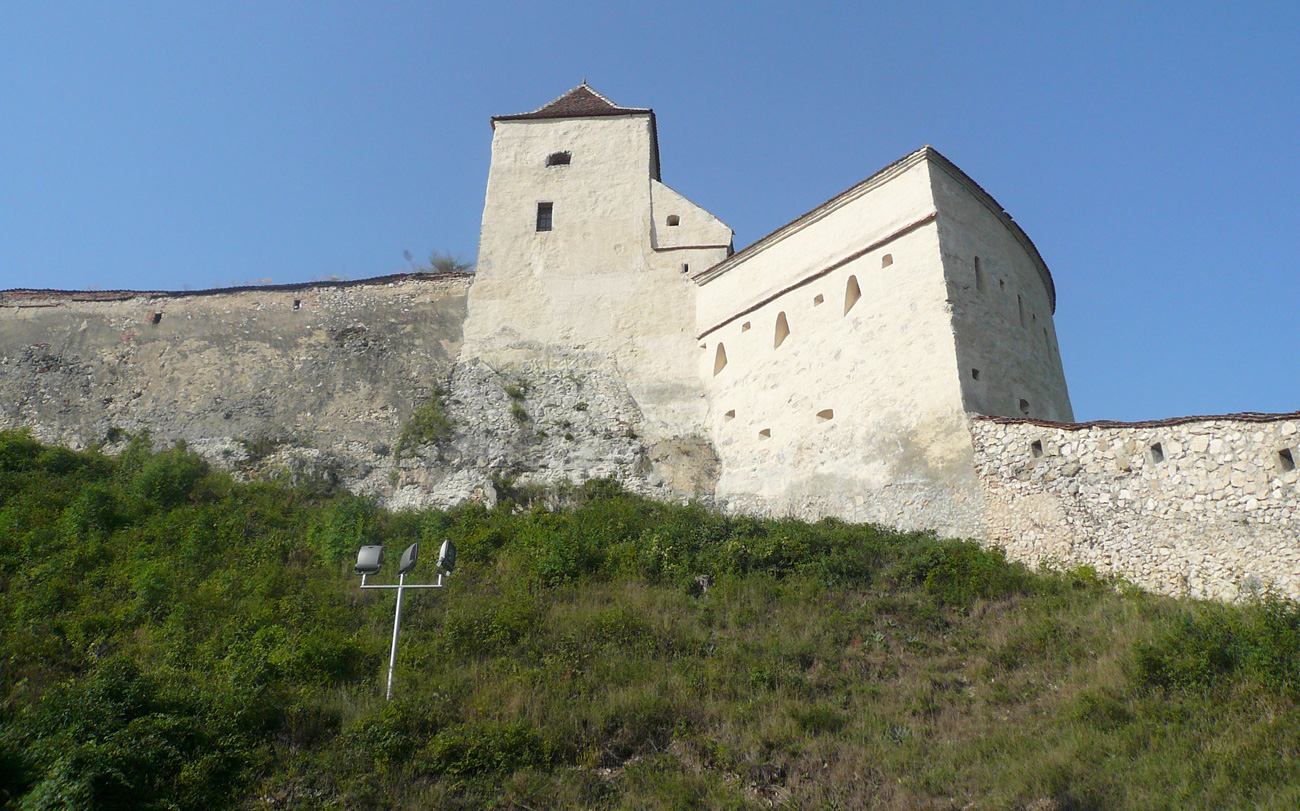
Mur sud (vista exterior)
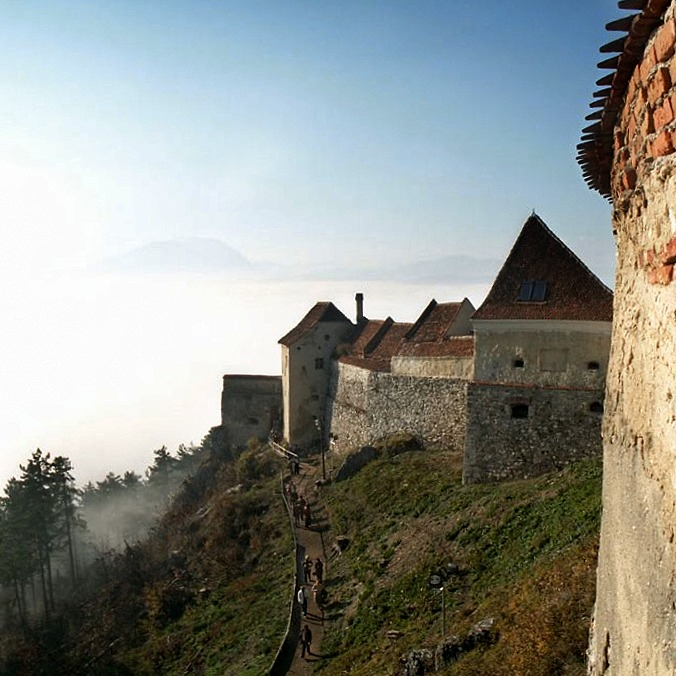
Accés a la porta occidental
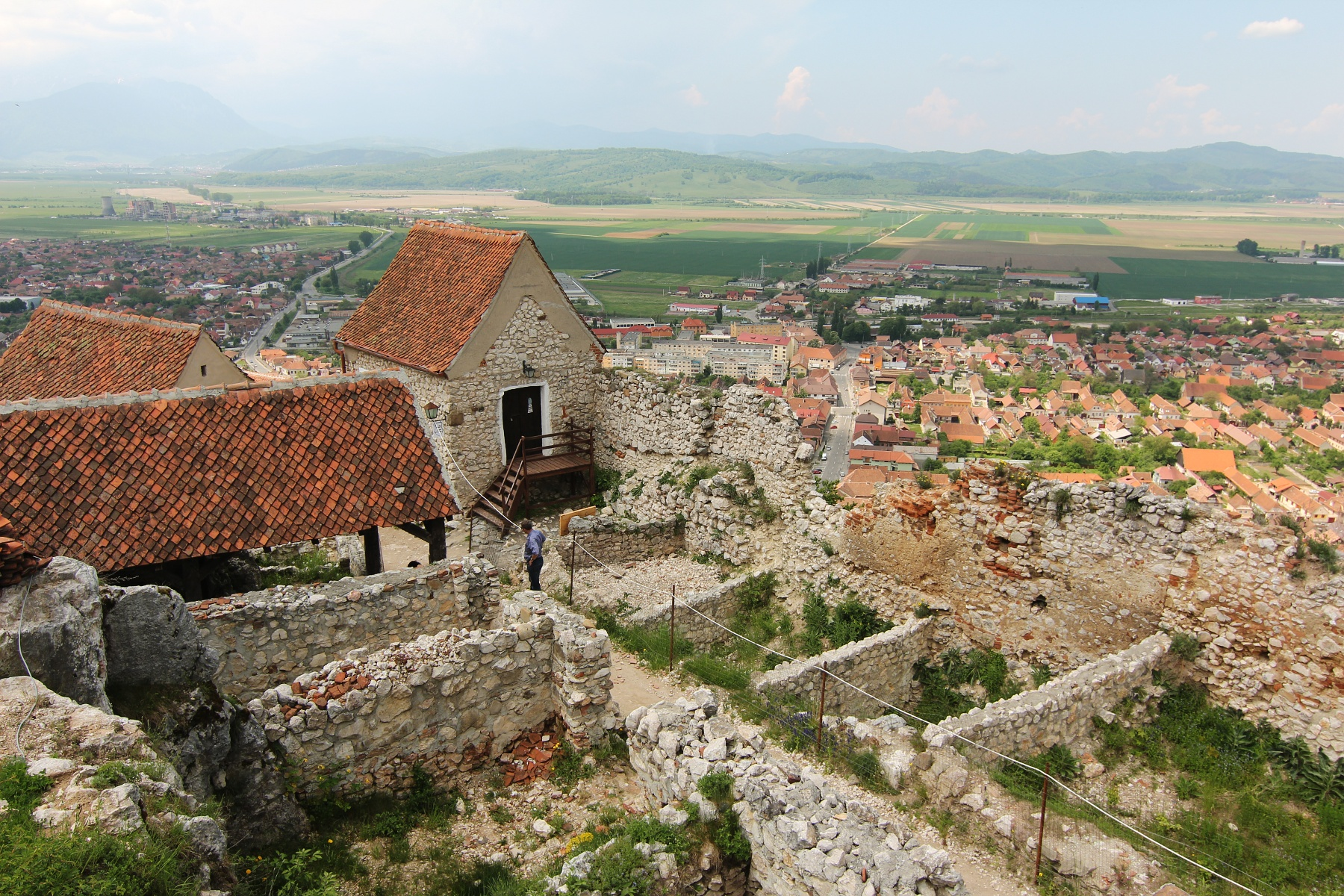
Ruïnes de cases al llarg de la muralla i la ciutat de sota
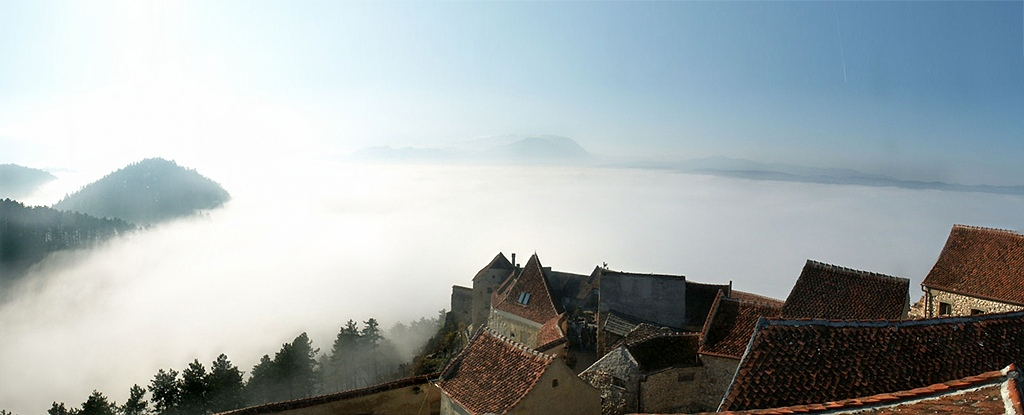
Vista des de la part superior de la fortalesa; 04.12.2006
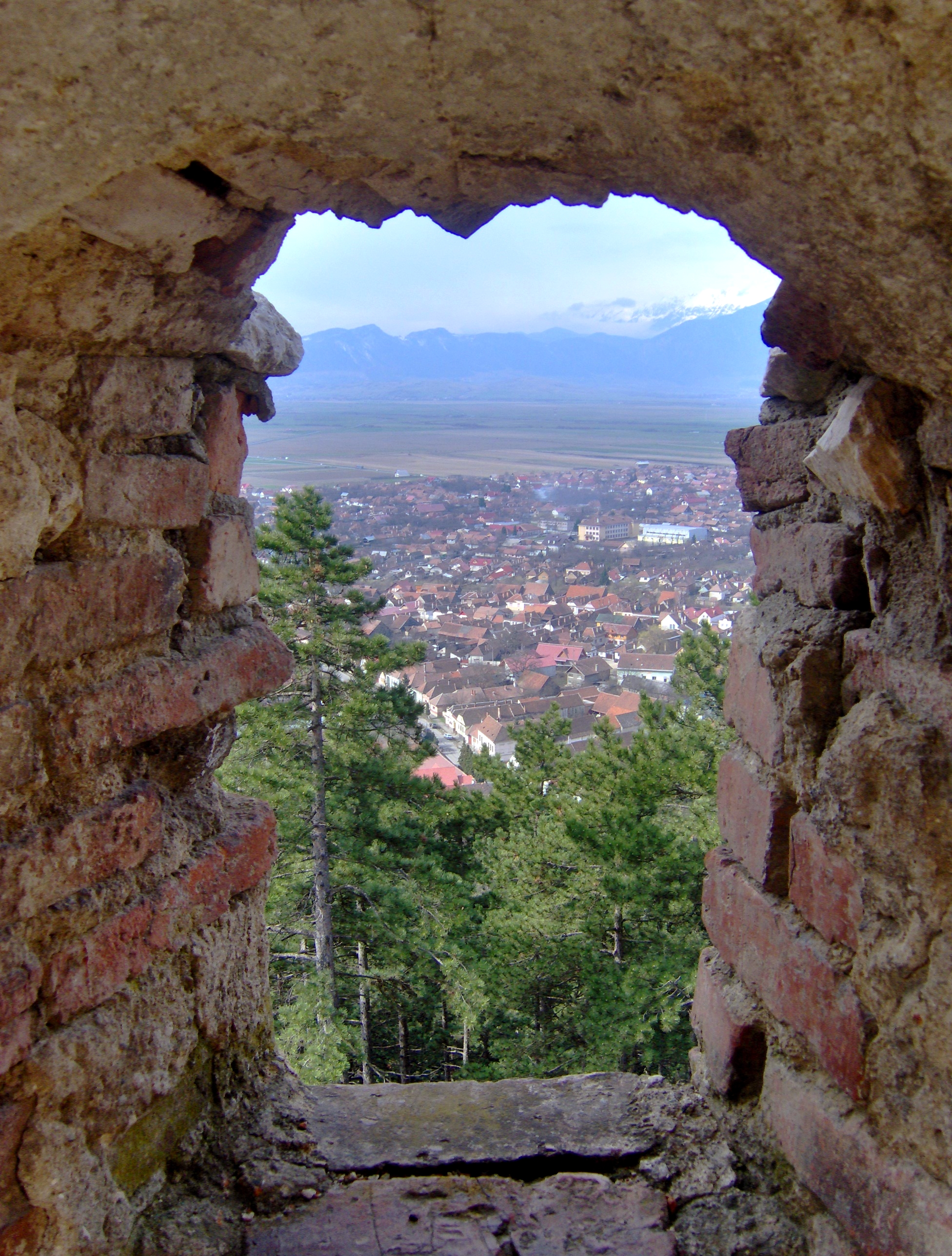
Râșnov vist a través de l'espitllera
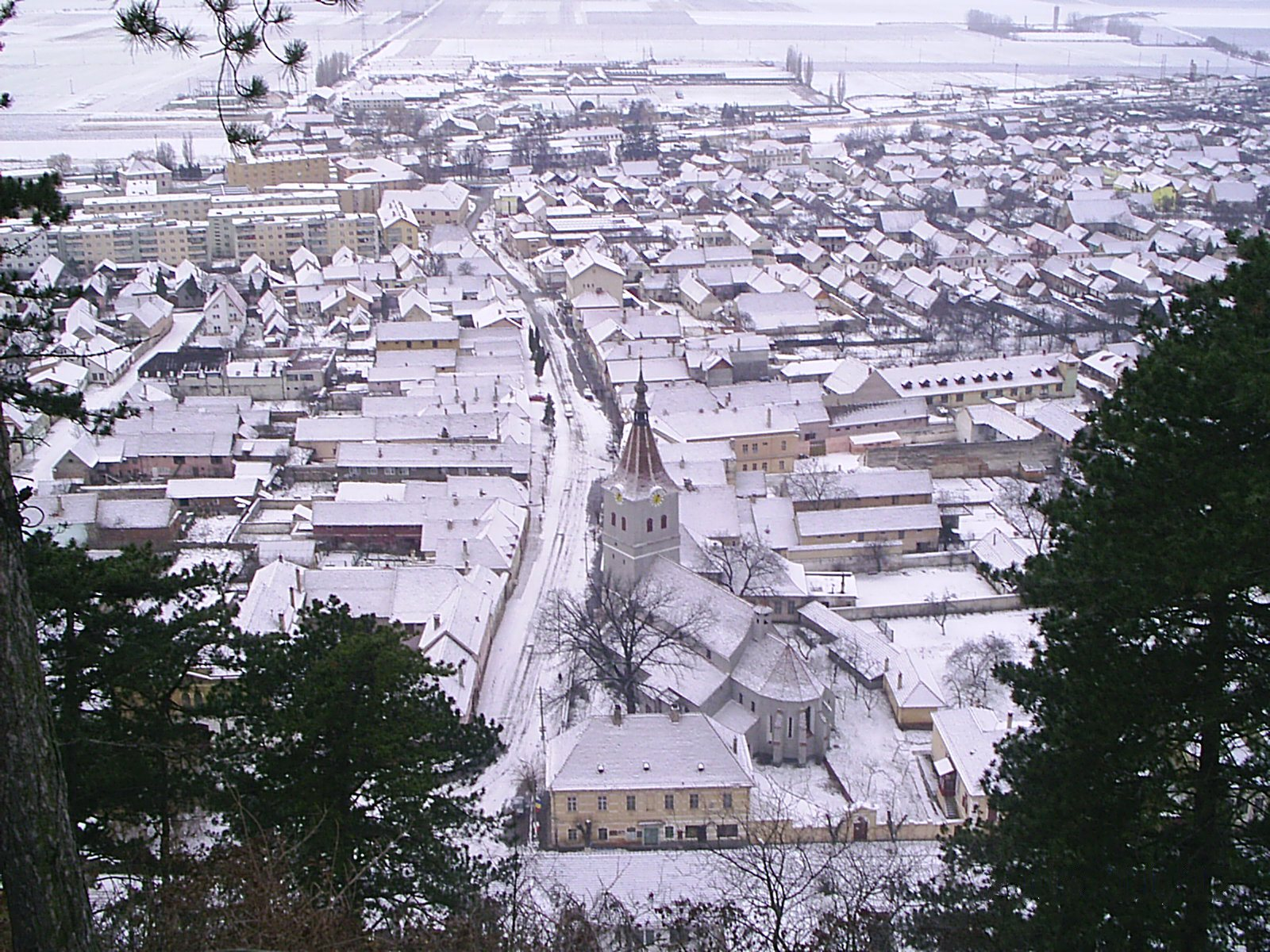
Râșnov amb església saxona des del turó de la fortalesa
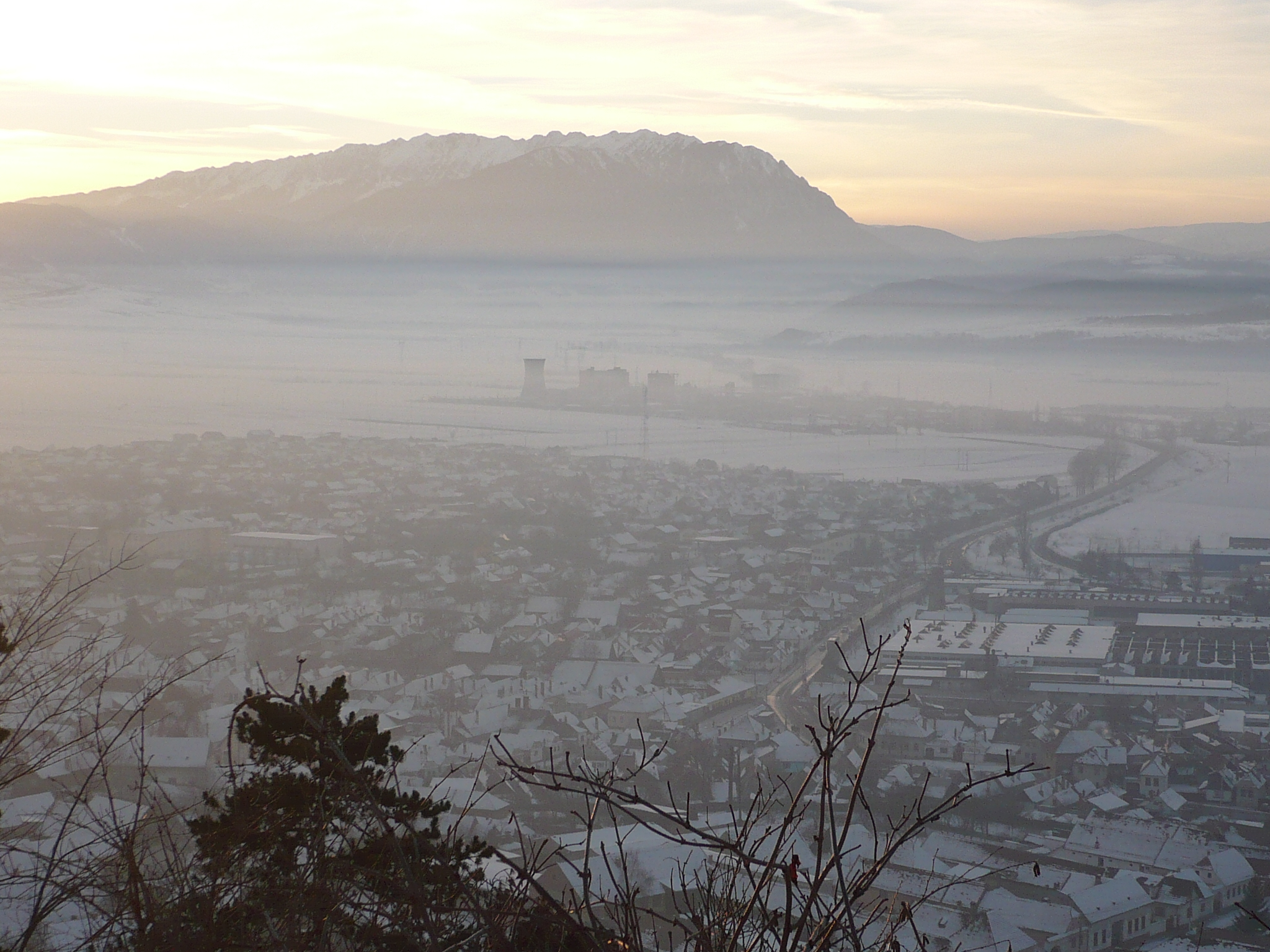
Vista de les muntanyes de Piatra Craiului des de la fortalesa